# Philip Stephens, 1.º Baronete
Philip Stephens, 1.º Baronete (11 de outubro de 1723 – 20 de novembro de 1809) foi Primeiro Secretário do Almirantado no fim da década de 1700 e mais tarde um Lorde Commissário do Almirantado britânico entre 1795 e 1806. Um amigo do capitão James Cook, o atol do pacífico Ilha Caroline foi nomeado para a sua filha.
Foi eleito membro da Royal Society em 1771.